# Untitled (Worth Every Penny)
Untitled (Worth Every Penny) ist eine fotografische Siebdruckarbeit auf Vinyl der US-amerikanischen Konzeptkünstlerin Barbara Kruger. Das Werk misst 463 cm × 280,6 cm und stammt aus dem Jahr 1987. Es fügt sich in die für Barbara Kruger formal typische Reihe von Text-Bild-Collagen ein. In der farblichen Ausarbeitung beschränkt sich die Künstlerin auf Schwarz, Weiß und Rot. Das Kunstwerk befindet sich momentan im Besitz der Rubell Family Collection/Contemporary Arts Foundation in Miami.

## Bildbeschreibung
Das Werk setzt sich aus drei formal prägnanten Bildelementen zusammen, die typisch für Barbara Kruger sind: das Bild, der Text und die Signalfarbe Rot. Das zentrale Bildmotiv von Barbara Krugers Untitled (Worth Every Penny) ist die hochformatige Schwarz-Weiß-Fotografie eines Affenkopfes. Anhand der Physiognomie kann dieser als zu der Spezies der Rhesusaffen zugehörig identifiziert werden. Barbara Kruger verwendet für ihr Werk den vergrößerten Ausschnitt einer Fotografie, der sich nur auf das Gesicht des Tieres beschränkt. Dieser ist so weit vergrößert, dass der Fokus auf den prägenden Gesichtsmerkmalen, wie Augen, Nasenlöcher und Maul liegt und der Betrachter nicht die Dreidimensionalität des gesamten Kopfes erfassen kann.
Die Augen des Affen sind dunkel, mit großen Pupillen und mandelförmig. Das Tier hat sie weit geöffnet und blickt aus dem Bild heraus den Betrachter an. Auch sein Maul ist weit aufgerissen. Über den Nasenlöchern bilden sich kleine Falten, die Haut zieht sich über das Zahnfleisch und der Kiefer tritt hervor. So sind die untere und obere Zahnreihe sichtbar, wobei die vier Schneidezähne durch ihre Position in der Bildmitte und ihrer weißen Farbe im Kontrast zur schwarzen Mundhöhle besonders ins Auge stechen. Das aufgerissene Maul nimmt gut zwei Drittel der gesamten Bildoberfläche in Höhe und Breite ein und dominiert die Darstellung. In der Mitte des Affenrachens, auf der Zunge platziert hat Barbara Kruger die Worte „Worth every penny“ (englisch: „Jeden Cent wert“) platziert. Der Schriftzug ist in einem roten Quadrat angeordnet, sodass jedes Wort in einer eigenen Zeile steht. Als Typografie verwendet die Künstlerin, wie in all ihren Text-Bild-Collagen, die serifenlose Futura Bold Italic. Die Farbe des Schriftzuges ist weiß.
Durch die Bearbeitung der Fotografie durch die Künstlerin wirkt die Abbildung überbelichtet und enthält starke Schwarz-Weiß-Kontraste. Die Haut und das Fell des Affen sowie sein Gebiss erscheinen fast weiß und weisen kaum Schattierungen auf. Zusammengehalten wird dieses Werk Krugers durch eine Rahmung, die im selben Rotton gehalten ist wie der unterlegte Slogan.

## Hintergrund
Barbara Kruger verwendet für Untitled (Worth Every Penny) die Fotografie eines Rhesusaffen. Während die Künstlerin zu Beginn ihrer künstlerischen Tätigkeit noch mit eigenen Fotografien arbeitet, dient Barbara Kruger bald zunehmend massenmedial verbreitetes Bildmaterial. So setzt sie auch für Untitled (Worth Every Penny) eine bereits in der Presse erschienene Fotografie ein.
Rhesusaffen waren bis zu den 1980er-Jahren, in denen sich immer mehr Tierschutzorganisationen, wie zum Beispiel PETA, für ihre Rettung einzusetzen begannen, die beliebteste Affenart für Tierversuche. In den 50er- und 60er-Jahren wurden die Tiere in den Weltraum geschickt, wo sie teilweise qualvoll verendeten. Zu Beginn der 1980er Jahre kamen die Rhesusaffen abermals verstärkt in die Presse und blieben dort bis Anfang der 1990er. In diesen Zeitraum fällt auch die Entstehungsphase von Barbara Krugers Werk Untitled (Worth Every Penny). Im Fokus der Medien standen die sogenannten Silver Spring Monkeys, eine Gruppe von siebzehn Makaken, welche als die bekanntesten Labortiere der Geschichte gelten. An den Tieren wurden Versuche durchgeführt, die zu erheblichen Kontroversen führten und PETA einem größeren Publikum bekannt machten.

## Bildinterpretation
Das Bild lässt mehrere Interpretationsansätze zu. Einerseits verkörpert es eine klare Beziehung zur Medien-, Werbe- und Konsumwelt. Bildnerische Strategien werden adaptiert und weisen auf diese Bezugnahme hin. Neben der Größe des Kunstwerks, die vergleichbar mit Werbeplakaten ist, stellen außerdem Barbara Krugers Umgang mit Signalfarben, die Verwendung einer in der Werbeindustrie häufig genutzten Schriftart, aber vor allem ihre Formensprache, das Zusammenspiel von Bild und Text, eine deutliche Korrespondenz zur Werbe- und Mediengesellschaft dar. Sie interessiert sich vor allem für die psychologischen Strukturen einer Gesellschaft, für welche das Materielle eine Vormachtstellung eingenommen hat. Wie schon der griechische Philosoph Epikur proklamiert sie die Orientierung an einem Ausweg aus dem Konsumwahn.
Folglich kann das Werk als konsumkritisch verstanden werden. In diesem Zusammenhang werden ebenso die Imitation von, bzw. die Orientierung an massenmedial verbreiteten Bildern und klischeehaften Lebensstilen kritisiert. Das Motiv des Mundes, in diesem Fall abgewandelt in ein geöffnetes Maul, ist ein häufig wiederkehrendes Bild bei Kruger.
Wird der Betrachter mit einer für die Werbung typischen Text-Bild-Collage konfrontiert, erwartet er im ersten Augenblick schnell erfassbare Aussagen, gewohnte und für gewöhnlich „erwartbare Werbebotschaften“, die den Bezug zum Bild deutlich machen. Während Barbara Kruger, wie sie selbst sagt, bei der visuellen Präsentation einen hohen Schwierigkeitsgrad vermeiden möchte, arbeitet sie mit intelligenten und geistreichen Bezügen zwischen Bild und Text.
Sieht der Betrachter hier die Fotografie des Affen und dazu die bekannten Redewendung „Worth every penny“ stellen sich zunächst Fragen, die ihn innehalten und nachdenken lassen. Wer oder was ist jeden Cent wert? Was bedeutet der Affe in diesem Zusammenhang? Ist er Produkt oder Hilfsmittel? Obwohl die visuelle Präsentation stark an Werbung erinnert, wird hier längst nicht mehr für ein Produkt geworben; gerade wenn man die Hintergründe des verwendeten Bildmaterials kennt. Im Zentrum steht nun eine abstrakte Idee, welche hier zur Darstellung eines trügerischen Versprechens eingesetzt wird. Der Slogan hat nun im Gegensatz zur Werbung eine eindeutig negative Konnotation, da er mit diesem gewaltträchtigen Bild verknüpft ist.
Neben der Kritik am Konsumwahn, in dessen Zusammenhang der Affe das bloße Nachäffen und blinde Folgen der Werbung verkörpert, steht hier auch das schreiende, leidende Tier im Vordergrund. Sei es ein stummer Schrei als Symbol, ein Aufmerksammachen auf die schrecklichen Bedingungen der Labortiere oder ein realer, schmerzvoller Aufschrei des gequälten Tieres, in dessen Mund die Aussage steht, die sich vielmehr in eine Frage verwandelt, nämlich ob diese Qual wirklich jeden Cent wert ist.
Kruger orientiert sich hier auch an Guy Debord. Dieser war Autor, Künstler und radikaler Kritiker des Kapitalismus und sprach schon 1967 die falsche Orientierung der Gesellschaft am omnipräsenten Konsum an. „Desire exists where pleasure is absent“ – durch Konsum soll eine Leere gesättigt werden. Durch diese Leere, Reizlosigkeit und Frustration entsteht immer das Verlangen nach Neuem, nach besserer Ware. Um dieses Verlangen zu stillen, werden Grenzen überschritten oder Dinge getan, bei denen es fraglich ist, ob sie jeden Cent wert sind. Hier wird die Aussage gemacht, dass es jeden Cent wert sei, aber es stellt sich doch gleichzeitig die Frage, ob dieses Versprechen wirklich der Wahrheit entspricht oder ob es nicht durch den schmerzverzerrten Schrei des Affen sofort annulliert wird.
Kritisiert wird hier die „Totalität“ und Glorifizierung der Ware, die Grenzüberschreitungen des Konsumismus und die Vormachtstellung der Werbung in der Gesellschaft. Barbara Kruger durchschaut und entschleiert die Verhaltensweisen einer materialistischen Gesellschaft, welche den irreführenden Versuchungen – dem „Monkey Business“ (englisch für „fauler Zauber“) – der Medien und Werbung allzu häufig nachgibt und verleiht ihrem Werk so die Aufgabe eines kritischen Intervenienten.

## Provenienz
Das Bild befand sich im Besitz der in New York City ansässigen Mary Boone Gallery. Am 9. November 2005 wurde das Werk in New York City im Rahmen einer Auktion für Nachkriegskunst und Zeitgenössische Kunst des Auktionshauses Christie’s versteigert. Nachdem der Schätzwert mit 50.000 US-Dollar bis 70.000 US-Dollar ausgezeichnet wurde, erreichte das Meistbot eine Höhe von 90.000 US-Dollar.

## Ausstellungen
Untitled (Worth Every Penny) wurde im Rahmen der Whitney Biennial Exhibition: Contemporary American Art von April bis Juli 1987 zum ersten Mal der Öffentlichkeit präsentiert. Initiiert wird diese jährlich stattfindende Ausstellungsreihe vom Whitney Museum of American Art in New York City.
Von März bis Mai 1988 war dieses Werk in Neuseeland während der Ausstellung The Temporary/Contemporary der National Art Gallery zu sehen.
Im Zeitraum vom 4. Dezember 2006 bis zum 31. Mai 2007 wurde Untitled (Worth Every Penny) anlässlich der Ausstellung Red Eye: Los Angeles Artists from the Rubell Family Collection gezeigt. Die Schau wurde von der Rubell Family Collection/Contemporary Arts Foundation in Miami, Florida ausgetragen. In diesem Zusammenhang wurde das in den Jahren 1986 bis 2006 entstandene Œuvre von 36 in Los Angeles lebenden oder arbeitenden Künstlerinnen und Künstlern präsentiert.
Im Zuge der Ausstellung Beg, Borrow and Steal wurde Untitled (Worth Every Penny) vom 2. Dezember 2009 bis zum 27. August 2010 erneut in der Rubell Family Collection/Contemporary Arts Foundation gezeigt. Hierbei handelt es sich um eine Wanderausstellung mit 260 Werken von 74 Künstlerinnen und Künstlern. Sie kann aktuell im Palm Springs Art Museum in Palm Springs, Kalifornien, vom 2. Februar bis zum 2. Juni 2013 besucht werden.